# ノヴォシビルスク大学
ノヴォシビルスク大学（のヴぉしびるすくだいがく、英語: Novosibirsk State University、公用語表記: Новосибирский Государственный Университет）は、ロシア連邦ノヴォシビルスク州 アカデムゴロドクに本部を置くロシア連邦の国立大学。1959年創立、1959年大学設置。大学の略称はНГУ(NGU)。

## 沿革

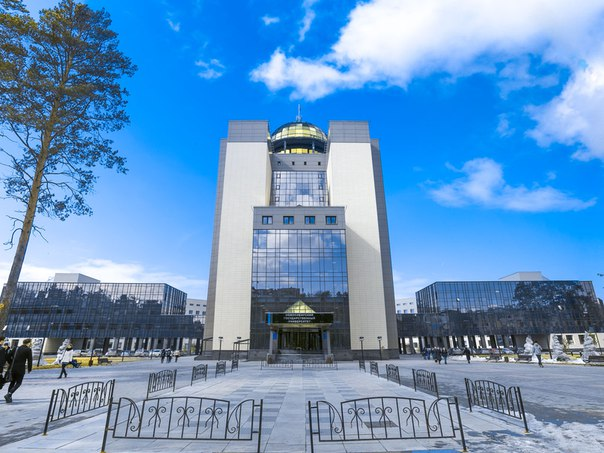
ノヴォシビルスク大学本部

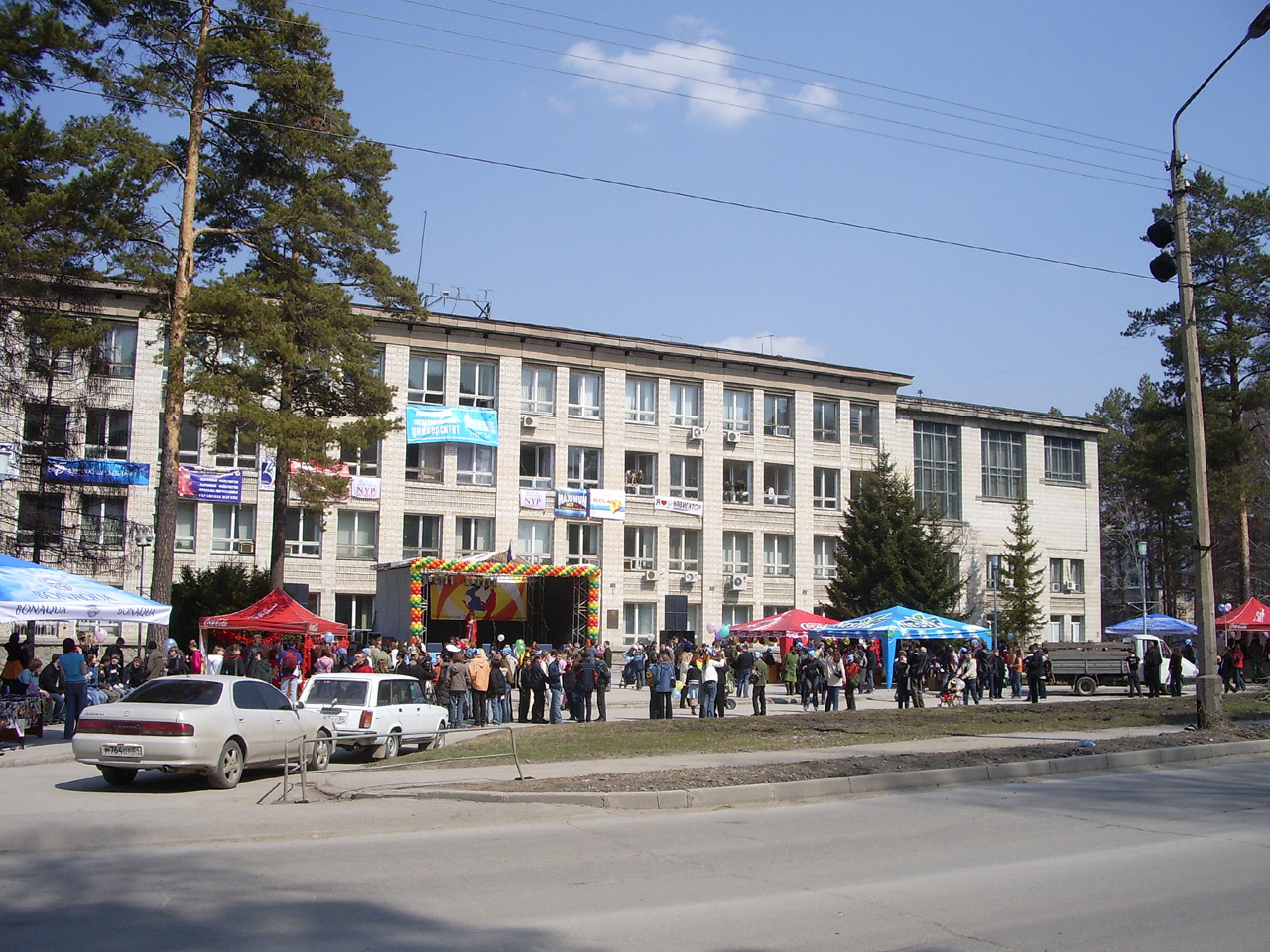
ノヴォシビルスク大学旧本館（2006年撮影）

ソ連時代の1959年にソ連科学アカデミー会員のミハイル・ラヴレンチェフ、セルゲイ・ソボレフ、セルゲイ・フリスチャノヴィチらによって創設された。ノヴォシビルスク郊外の学術地区であるアカデムゴロドクに立地している。ノヴォシビルスク大学は、上記3人によって科学アカデミーシベリア支部設立計画の一環として創設された。

## キャンパス・施設
建学の時期は遅かったものの現在のロシアにあっては有数の有力、有名大学に成長し、2016年現在、約7131人の学生を擁する。

## 学部
- 工学・数学部
- 物理学部
- 自然科学部
- 地質学・地球物理学部
- 経済学部
- 情報技術学部
- 人文学部
- 外国語学部
- ジャーナリズム学部
- 心理学部
- 哲学部
- 法学部
- 医学部

## 学長
- 初代(1959—1964年)：イリヤ・ベクア(Ilya Vekua)－数学者
- 第2代(1964—1965年)：レム・ソロウヒン(Rem Soloukhin)－物理学者
- 第3代(1965—1978年)：スパルタク・ベリャーエフ(Spartak Belyaev)－物理学者
- 第4代(1978—1980年)：ヴァレンティン・コプトュグ(Valentin Koptyug )－化学者
- 第5代(1980—1982年)：アナトリー・デレビヤンコ－考古学者
- 第6代(1982—1985年)：ウラジミール・ナコリャコフ(Vladimir Nakoryakov)－物理学者
- 第7代(1986—1993年)：ユーリー・エルショフ(Yury Yershov)－物理学者
- 第8代(1993—1997年)：ウラジミール・ヴラゴフ(Vladimir Vragov)－物理学者
- 第9代(1997—2007年)：ニコライ・ディカンスキー(Nikolay Dikansky)－物理学者
- 第10代(2007—2012年)：ウラジミール・ソビャーニン(Vladimir Sobyanin)－化学者
- 第11代(2012年～)：ミハイル・フェドルク(Mikhail Fedoruk)－物理学者

## 関係者

### 出身者
- ワジム・ドローネー en:Vadim Delaunay
- エフィム・ゼルマノフ
- ウラジーミル・ザハロフ
- ヴィクトル・トロコンスキー

### 教職員
- アレクサンドル・ダニロヴィチ・アレクサンドロフ en:Aleksandr Danilovich Aleksandrov
- ゲルシュ・ブドケル（ゲルシュ・ブドカー） en:Gersh Budker
- アレクセイ・オクラドニコフ－民族学・考古学者
- ユーリー・フデャコフ－考古学者
- ドミトリー・クノール en:Dmitrii Knorre
- セルゲイ・ソボレフ －数学者
- セルゲイ・フリスチャノヴィチ en:Sergey Khristianovich
- レオニード・カントロヴィチ －数学者・経済学者